# Ceriana picta
Ceriana picta är en tvåvingeart som först beskrevs av Kertesz 1902.  Ceriana picta ingår i släktet griffelblomflugor, och familjen blomflugor. Inga underarter finns listade i Catalogue of Life.